# Abédi Pelé
Abédi Ayew, cũng được biết đến với tên Abédi "Pelé" (sinh 5 tháng 11 năm 1964) từng là đội trưởng Đội tuyển bóng đá quốc gia Ghana. Ông từng 3 lần liên tiếp đạt giải cầu thủ xuất sắc nhất châu Phi (1991-1993). Và hơn nữa, tháng 3 năm 2004 ông được bầu vào danh sách FIFA 100. Ông là anh trai của Kwame Ayew và là cha của Andre Ayew, đều là cầu thủ bóng đá nổi tiếng ở Ghana.

## Tiểu sử
Ông sinh ra trong một gia đình ở một ngôi làng nhỏ có tên là Oko, phía bắc ngoại ô thủ đô Accra. Ông vừa phải đi học và vừa phải đi làm để giúp mẹ vì gia đình ông rất nghèo. Ông chơi bóng cho đội bóng đá ở trường và sớm thể hiện được tài năng nên được coi là tài năng trẻ của thành phố. Ông đã chơi cho đội trẻ của câu lạc bộ Great Falcons và ông đã giành được giải thưởng tài năng trẻ xuất sắc nhất năm 1978 của Liên đoàn bóng đá Ghana. Trong năm đó ông bắt đầu lên học ở trường trung học Tamale, và bắt đầu sự nghiệp thi đấu chuyên nghiệp của mình tại câu lạc bộ Real Tamale United ở giải vô địch trong nước.

## Sự nghiệp
Abédi Ayew là một trong những cầu thủ châu Phi đầu tiên sang thi đấu ở châu Âu. Ông từng chơi bóng ở Thụy Sĩ, Đức, Ý nhưng thành công hơn cả là ở Pháp. Tại Pháp nơi mà ông cùng Marseille chơi rất thành công ở châu Âu trong những năm đầu của thập niên 1990. Năm 1993, ông đoạt cúp C1 sau khi thắng AC Milan ở trận chung kết. Ông cũng là đội trưởng của đội các ngôi sao châu Phi giành thắng lợi trước đội các ngôi sao châu Âu trong Meridian Cup năm 1997.
Năm 1982, ông cùng đội tuyển Ghana giành cúp vô địch châu Phi, nhưng ông lại chưa một lần được xuất hiện ở đấu trường World Cup. Ông là người đang nắm giữ kỉ lục số lần tham gia giải bóng đá vô địch châu Phi (nay gọi là Can) với 5 lần (1982-1998), xếp trên huyền thoại Roger Milla của Cameroon. Trong sự nghiệp, ông thi đấu cho đội tuyển quốc gia 73 trận và ghi được 33 bàn.
Ông kết thúc sự nghiệp bóng đá của mình vào năm 2000.

## Danh hiệu và giải thưởng

### Câu lạc bộ
Marseille
- French Division 1: 1990–91, 1991–92
- UEFA Champions League: 1992–93

Al Ain
- Pro-League: 1999–2000
- UAE President's Cup: 1999

### Đội tuyển Ghana
- African Cup of Nations: 1982; Á quân: 1992
- West African Nations Cup: 1982, 1983, 1984

### Cá nhân
- FIFA 100
- Cầu thủ hay nhất châu Phi: 1991, 1992, 1993
- Cầu thủ hay thứ ba của Châu phi mọi thời đại
- Cầu thủ nước ngoài hay nhất Serie A: 1995/96
- Cầu thủ hay nhất giải vô địch châu Phi 1992
- Tài năng trẻ Ghana: 1978
- Khoác áo đội quốc gia nhiều nhất: 73 (33)